# Александр I Балас
Александр I Балас (др.-греч. Ἀλέξανδρoς Bάλας (семитское -господин?); ум. 145 до н. э.) — царь Сирии, правитель государства Селевкидов (с 150 до н. э.).
Родом из города Смирна, незнатного происхождения. Выдал себя за сына Антиоха IV Эпифана и наследника трона Селевкидов. Претензии на престол были признаны римским Сенатом, Птолемеем VI Филометором и др. Александр женился на дочери Птолемея VI Клеопатре Тее.
В борьбе за трон Александр в 150 году до н. э. победил Деметрия I Сотера. Став во главе империи, начал вести разгульный образ жизни. Новый царь сильно зависел от поддержки династии Птолемеев и даже чеканил портреты с характерными чертами лица Птолемея I Сотера. Во время правления Александра первосвященник Ионатан добился существенных налоговых облегчений для хасмонеев.
Деметрий II Никатор, сын Деметрия I, воспользовался возможностью занять престол. Птолемей VI перешёл на сторону Деметрия II и совместными усилиями Александр был побеждён в Сирии (145 до н. э.). В сражении Птолемей VI был тяжело ранен, а Александр бежал в Набатею, где был убит местным правителем, Завдиилом. Его голову выслали Птолемею VI. От полученной раны (упал с лошади и сломал череп) Птолемей VI скончался через несколько дней после сражения.